# Kevin M. Horton
Kevin M. Horton (* 4. September 1986 in Saint Paul, Minnesota) ist ein US-amerikanischer Filmschauspieler.

## Leben
Bekannt wurde Horton 2009 durch den Film American Pie präsentiert: Das Buch der Liebe. Sein Debüt als Schauspieler gab er 2006 mit einer Kleinstrolle in der Serie CSI: Vegas. 

## Filmografie (Auswahl)
- 2009: American Pie präsentiert: Das Buch der Liebe (American Pie Presents: The Book of Love)
- 2011: Mega Python vs. Gatoroid
- 2012: The Interrogationists
- 2012: Atlas Shrugged II: The Strike
- 2012: Pair of Kings – Die Königsbrüder
- 2012: Pearl